# Искендеров, Элтун Халеддин оглы
Элтун Халеддин оглы Искендеров (азерб. Eltun Xaləddin oğlu İsgəndərov; 21 октября 1990, Ахмедбейли, Самухский район — 18 июня 2009, Джалилабадский район) — азербайджанский пограничник, Национальный герой Азербайджана.

## Биография
Элтун Искендеров родился в 21 октября 1990 года в селе Ахмедбейли Самухского района. С 1997 по 2008 год учился в средней школе села Ахмедбейли. Был призван в армию 22 октября 2008 года и зачислен в Государственную пограничную службу Азербайджана. После трёхмесячного обучения продолжил службу в пограничном отряде города Гёйтепе Джалилабадского района. За время своей службы был отмечен командованием как примерный солдат, награждён нагрудным знаком, а его семье было отправлено письмо с благодарностью.

### Гибель
Элтун Искендеров погиб в ходе столкновения с группой преступников, нарушивших Государственную границу Азербайджана с Ираном. Событие произошло вечером 18 июня 2009 года на территории пограничной заставы, расположенной близ села Асадли Джалилабадского района. Группа из двух человек пыталась перейти из Азербайджана в Иран. Они бросили в сторону преследующего их пограничного наряда две гранаты. Элтун Искендеров, накрыв гранату своим телом, спас сослуживцев ценой своей жизни. Ответным огнём пограничников нарушители были убиты. В ходе столкновения были тяжело ранены два офицера пограничных войск.
На момент гибели Элтун Искендеров был холост.

## Память
Указом президента Азербайджанской Республики № 349 от 25 июня 2009 года Искендерову Элтуну Халеддин оглы было присвоено звание Национального Героя Азербайджана (посмертно).
Похоронен на кладбище родного села Ахмедбейли.
В связи с 10-й годовщиной смерти в Самухе, в селе, где родился герой, состоялась церемония открытия памятной доски Элтуну Искендерову в  средней школе, которая также носит имя Национального героя.

## См.также
- Список Национальных Героев Азербайджана
- Национальный Герой Азербайджана